# Gjon Kastrioti II.

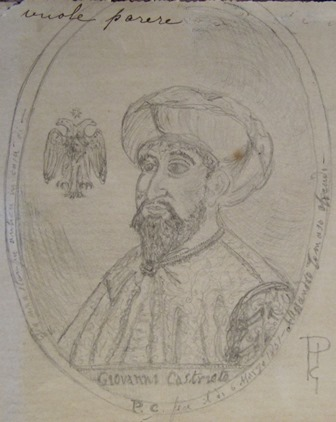
Gjon II. Kastrioti (Pietro Cavoti, 1851)

Gjon Kastrioti II., eingedeutscht Johannes Kastriota (italienisch Giovanni Castriota; * 1455; † nach August 1504 wahrscheinlich in Canosa di Puglia), war ein albanischer Fürst und Sohn von Skanderbeg, dem albanischen Nationalhelden. Als Fürst herrschte er nur im Königreich Neapel, wo er bis 1485 Herr von Monte Sant’Angelo und San Giovanni Rotondo in Capitanata und ab 1485 1. Herzog von San Pietro in Galatina und 1. Graf von Soleto in der Provinz Lecce war. In Albanien dauerte seine Herrschaft als Nachkomme der Kastrioti nur kurz.

## Leben

Wappen der Kastrioti

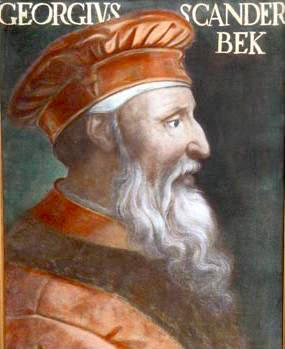
Georg Kastriota Skanderbeg. Historisierendes Profil aus dem 18. Jahrhundert in den Uffizien von Florenz

Gjon Kastrioti II. wurde als einziger Sohn des albanischen Fürsten Georg Kastrioti, genannt Skanderbeg und seiner Gattin Donika im ersten Halbjahr 1455 geboren. Am 25. September 1463 wurde ihm das venezianische Patriziat verliehen, weil sein Vater mit der Republik Venedig gegen die Osmanen verbündet war. 1468 erbte er im Alter von zwölf Jahren von seinem Vater, der Jahrzehnte erfolgreich gegen die Osmanen gekämpft hatte, die Titel Herr von Monte San Angelo und San Giovanni Rotondo mit einer Reihe von symbolischen und wirtschaftlichen Vorteilen: die Ausdehnung der Macht auf den gesamten Küstenabschnitt zwischen den beiden Gütern, die in der Regel der königlichen Domäne vorbehalten war, der direkte Zugang der königlichen Gerichtsbarkeit bei Streitigkeiten und schließlich die Möglichkeit von der Küste von Monte Sant’Angelo und vom Hafen von Mattinata Waren in beliebigem Wert zu im- und exportieren ohne Verpflichtung zur Zahlung der Gebühren an den Hafen von Manfredonia. Monte Sant’Angelo war zu der Zeit ein sehr angesehenes Lehen, das bis zu jenem Zeitpunkt nur Mitgliedern des regierenden Hauses gewährt worden war.
Der junge Fürst konnte die antiosmanische albanische Koalition, die Liga von Lezha, nicht anführen, sodass an die Spitze der Truppen statt seiner Lekë III. Dukagjini trat, der den Widerstand gegen die Osmanen noch einige Jahre fortsetzte. Die Osmanen überfluteten das Land: „in ganz Albanien sahen wir nur Osmanen“, sagt ein gleichzeitiger Bericht. 8000 Albaner wurden in wenigen Wochen als Sklaven verschleppt. Die totale Eroberung Albaniens gelang aber auch jetzt noch nicht; Kruja und Shkodra, dessen Besatzung durch venezianische Truppen verstärkt wurde, blieben zunächst unbezwingbar.

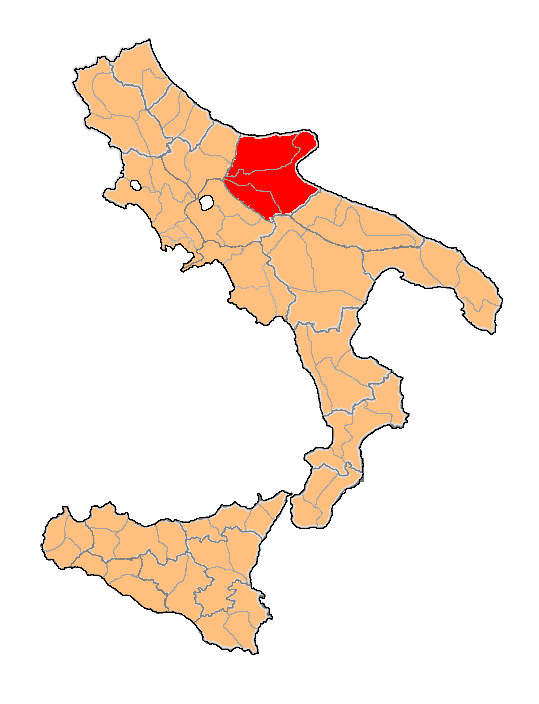
Darstellung der Region und historischen Provinz Capitanata

Donika, die Witwe Skanderbegs, äußerte dem Gesandten von König Ferdinand I., Girolamo di Garovigno, der ihr einen Beileidsbesuch abstattete, den Wunsch sich mit ihrem Sohn Gjon auf den Lehnsgütern ihres Mannes im Königreich Neapel niederlassen zu können, um der Rache der Osmanen und der Islamisierung zu entkommen, was der König mit seinem Brief vom 24. Februar 1468 mit großer Freude akzeptierte. Für den Adel des Königreichs Neapel in der damaligen Zeit war es üblich, in Neapel zu leben. Auch Donika ließ sich mit ihrem Sohn in Neapel nieder und hielt sich nur sporadisch auf den Lehnsgütern in Capitanata im heutigen Apulien auf. Anscheinend waren beide als Zeichen der Dankbarkeit gegenüber dem verstorbenen Skanderbeg Gast von Ferdinand I.

Es folgte eine von vielen Auswanderungswellen von zahlreichen christlichen (Katholiken und Orthodoxen mit byzantinischem Ritus) albanischen Adeligen und Familien nach Italien, deren Nachkommen bis heute die Volksgruppe der Arbëresh bilden.
1474 übergab Gjon sein albanisches Fürstentum mit der Hauptstadt Kruja an die Republik Venedig, weil er zur Verteidigung gegen die Osmanen nicht in der Lage war.
1478 verloren die Venezianer Kruja und 1479 Shkodra an die Osmanen und sahen sich zum Friedensschluss genötigt. Der zweite venezianische Türkenkrieg (1463–1479) ging mit dem vollständigen Verlust Albaniens (mit Ausnahme von Durrës) zu Ende.
Im Mai 1480 zeichnete sich Gjon im Otranto-Feldzug, einem militärischen Unternehmen der osmanischen Streitkräfte im Salento, aus, und im Juni 1480 beteiligte er sich an einem Expeditionskorps, um das von den Venezianern eroberte Gallipoli in Apulien zurückzuerobern.

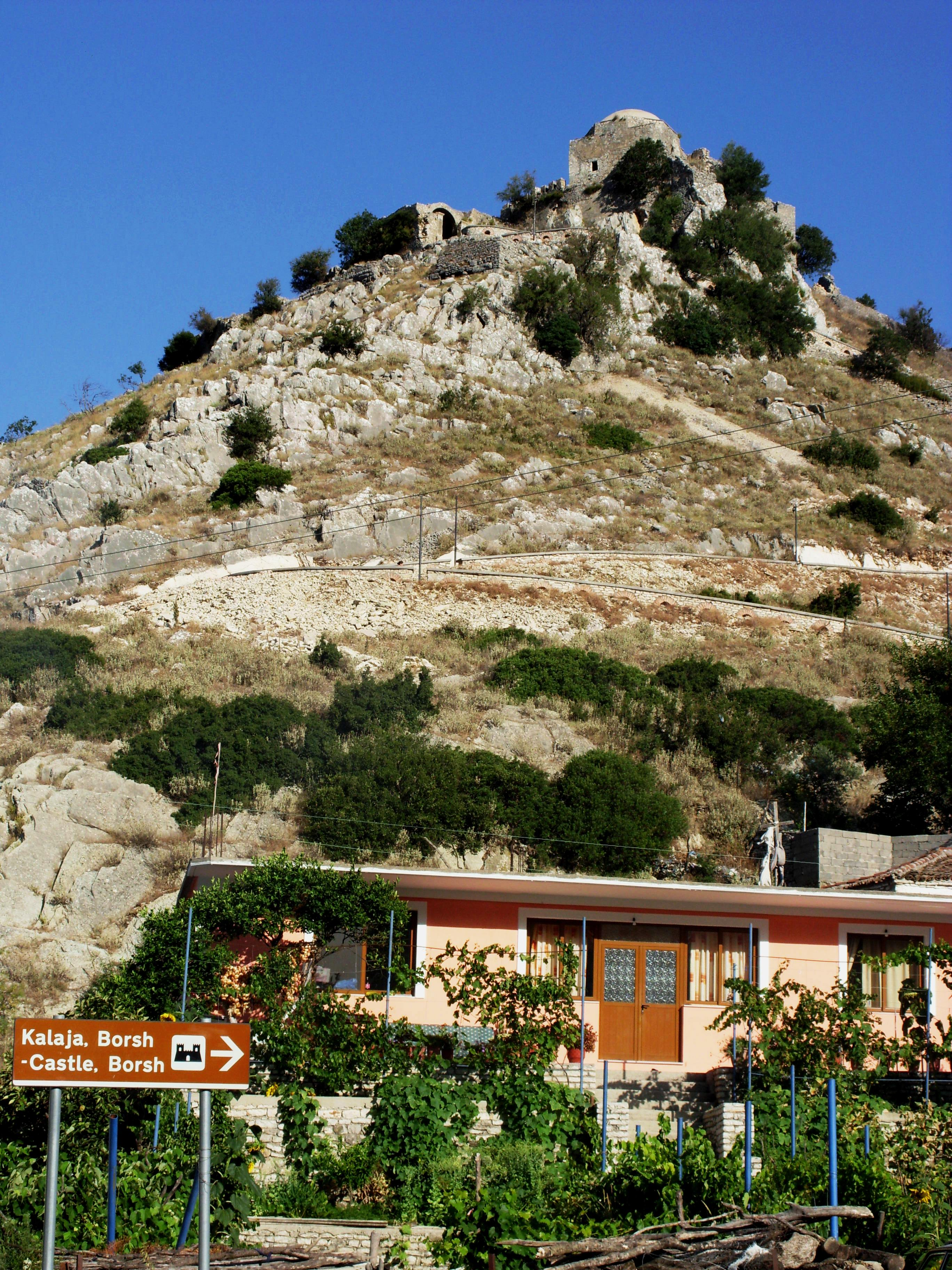
Burg Sopot bei Borsh in Südalbanien

Nach dem Tod von Sultan Mehmed II. am 3. Mai 1481 brachen im Osmanischen Reich sofort Unruhen aus, was die Entsendung neuer Truppen für die in Otranto belagerten Osmanen verhinderte. Gjon II. Kastrioti galt für die Albaner, die sich mit der Osmanenherrschaft nicht abfinden wollten, zum Hoffnungsträger. Als Sohn des großen Skanderbeg sollte er den Aufstand gegen die Besatzer anführen. Zusammen mit Gjon und seinen Truppen segelten sein Cousin Konstantin (Costantino) Muzaka und die Brüder Nikollë II. und Lekë III. Dukagjini auf vier neapolitanischen Galeeren nach Albanien. Gjon ging südlich von Durrës an Land, während Konstantin weiter südlich nach Himara segelte. Die Zahl der Kämpfer vermehrte sich rasch durch Aufständische. Nikollë und Lekë Dukagjini reisten nach Nordalbanien, wo sie im Hochland von Lezha und Shkodra den Aufstand anführten. Die Streitkräfte von Nikollë und Lekë griffen die Stadt Shkodra an und zwangen somit Hadım Süleyman Pascha, weitere Hilfstruppen in die Region zu schicken. Konstantin führte militärische Aktionen in der Küstenregion von Himara durch, während eine albanische Infanterie von ungefähr 7000 Mann sich um Gjon Kastrioti versammelte, um zu verhindern, dass Valona erneut die osmanische Garnison in Otranto erreichen konnte. Gjon besiegte eine osmanische Armee von 2000 bis 3000 Mann, eroberte Himara am 31. August 1481 und später die Burg Sopot bei Borsh und nahm Hadım Süleyman Pascha gefangen, der als Siegestrophäe nach Neapel geschickt wurde und schließlich unter einem Lösegeld von 20000 Dukaten freigelassen  wurde. Ihr vorübergehender Erfolg hatte äußerliche Auswirkungen auf die Befreiung von Otranto am 10. September 1481 durch neapolitanische Truppen. Vier Jahre lang konnte Gjon sich im Gebiet zwischen Kruja im Norden und Vlora im Süden halten. 1484 kehrte er aber endgültig nach Italien zurück.
Im Laufe des von Ferdinand I. unterstützten Kriegs von Ferrara (1482–1484) gegen die Republik Venedig setzte sich Gjon 1484 in der Verteidigung von Vieste auf der Halbinsel Gargano ein.

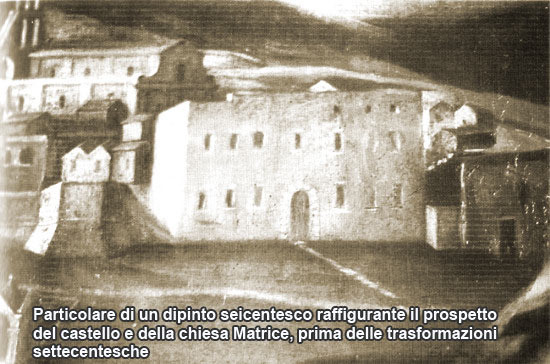
Herzogliches Schloss von Galatina (Ausschnitt eines Gemäldes aus dem 16. Jahrhundert)

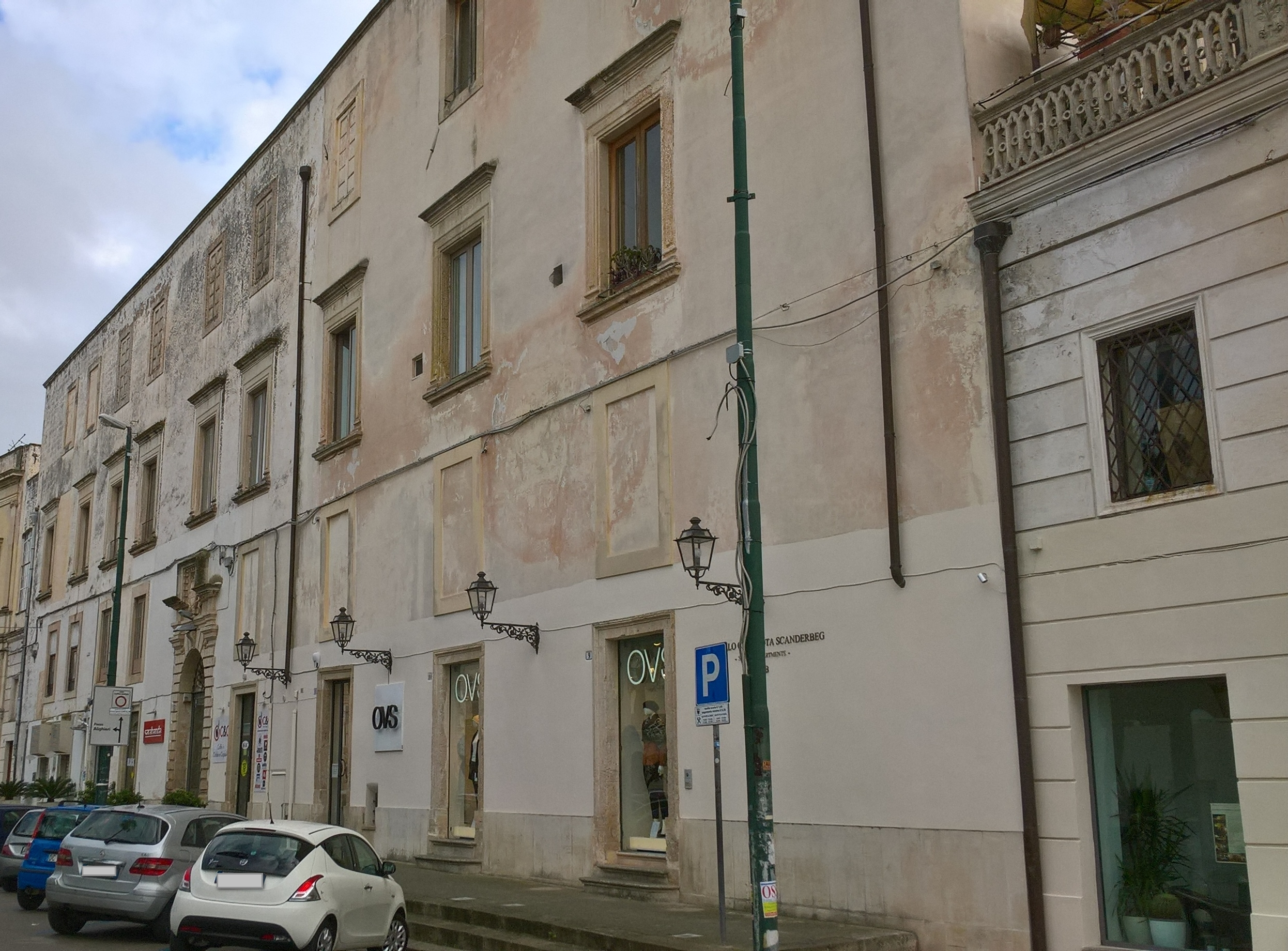
Herzogliches Schloss in Galatina, heute

1485 forderte Ferdinand I. die garganischen Lehnsgüter San Giovanni Rotondo und Monte Sant’Angelo zurück und gab ihm im Salento das Herzogtum Galatina und die Grafschaft Soleto mit den „Casali“ Aradeo, Bagnolo und Torrepaduli (Fraktion von Ruffano) ohne die seinem Vater gewährten außergewöhnlichen Privilegien. Somit wurde Gjon zum 1. Herzog von Galatina und zum 1. Graf von Soleto. Gjon erhielt die Strafgerichtsbarkeit der Casali Aradeo, Bagnolo und Torrepaduli, die zur Zivilgerichtsbarkeit des Santa Caterina-Krankenhauses von San Pietro in Galatina gehörten, und eine jährliche Provision von 1800 Dukaten. Am 2. August 1485 verließ Gjon seine garganischen Lehnsgüter.
Während des 2. Baronenaufstands 1485/1486 befand sich Gjon auf dem Feld. Gjon starb nach einem glaubwürdigen Nachweis 1505 in Canosa di Puglia.

## Nachkommen
Gjon war mit Irena Branković, der Tochter des serbischen Despoten Lazar Branković verheiratet und hatte mit ihr folgende Nachkommen:
1. Giorgio († 1540), kämpfte 1499 bis 1501 auf der Seite Venedigs in Albanien
2. Costantino (1477–1500), Bischof von Isernia 1498
3. Federico (?)
4. Maria († 1560)
5. Ferrante († 1561), 2. Herzog von Galatina und 2. Graf von Soleto